# Somn

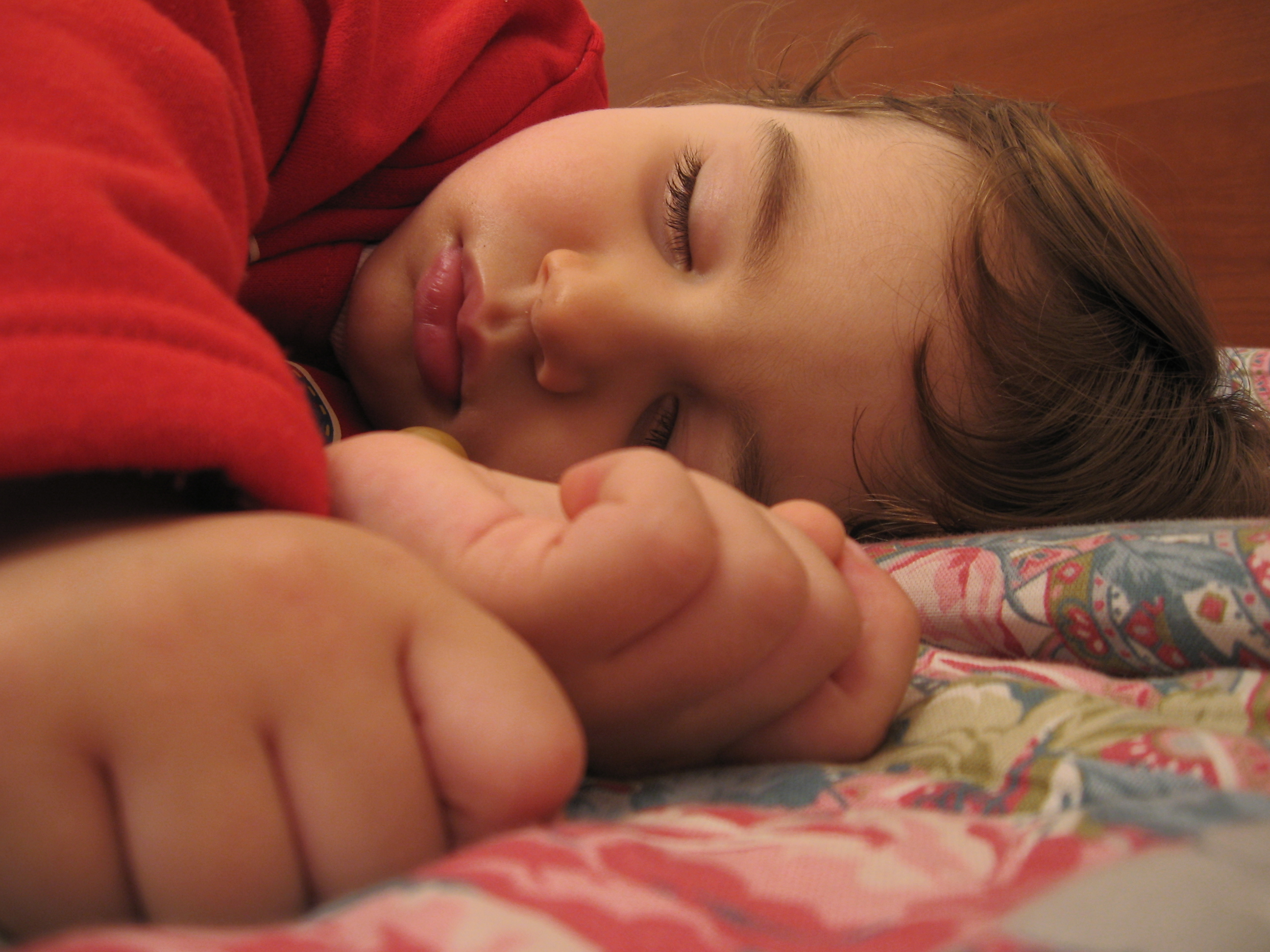
Copil dormind

Somnul este o stare fiziologică periodică și reversibilă, caracterizată prin suprimarea temporară a conștienței, prin abolirea parțială a sensibilității și încetinirea funcțiilor vieții organice (ritm respirator, ritm cardiac, relaxare musculară, scăderea temperaturii cu aproximativ 0,5 grade C, scăderea funcțiilor secretorii). În timp ce mulți dintre noi cred că somnul este o întindere temporală în care nu se întâmplă nimic, somnul este, de fapt, cel puțin din punct de vedere neurologic, o perioadă de timp foarte aglomerată. Deși importanța somnului nu poate fi discutată, oamenii de știință nu cunosc cu exactitate de ce este atât de important pentru supraviețuirea noastră.

## Motive
Somnul este esențial vieții. Animalele de laborator private de somn au murit. Nici oamenii nu par sa fie imuni la efectele lipsei de somn care le amenință traiul. Un sondaj condus de American Cancer Society concluzionează faptul că oamenii ce dorm mai puțin de 6 ore pe noapte sau care dorm mai mult de 9 ore, au avut o rată a morții cu 30% mai mare decât cei care dorm în mod obișnuit 7 - 8 ore. Chiar și cei care au dormit mai puțin de 6 ore și în general nu au avut probleme de sănătate dar au avut o rată a morții de 1,8 ori mai mare decât cei ce au dormit orele "normale".

## Scopul somnului
Există mai multe ipoteze în această privință:
- Ipoteza adaptivă: Această teorie ne spune că somnul îmbunătățește șansele de supraviețuire ale unui animal. Cele care obișnuiesc să doarmă conform modului lor de viață au cele mai mari șanse de supraviețuire. Speciile nocturne au somnul diferit de vânătorii diurni, spre exemplu.
- Ipoteza Conservării Energiei: Animalele ce au un stil de viață alert și cu metabolismul rapid dorm mai mult decât cele care ard caloriile mai încet, astfel conservându-și energia pentru partidele de vânătoare.
- Ipoteza Restaurării: Conform acestei teorii, corpul se restaurează pe parcursul somnului. Cercetătorii cunosc faptul că neuro-toxinele sunt neutralizate în timpul somnului și faptul că celulele se divid, țesuturile se sintetizează și hormonii de creștere sunt eliberați în timpul etapelor de somn cu emisii de unde slabe (sau non-REM). Atleții, spre exemplu, petrec mai mult timp în etapele 3 și 4 (unde slabe) decât alții, iar copiii și tinerii de asemenea.
- Ipoteza Programării-Reprogramării: Această teorie susține că informația inutilă este "ștearsă" și că informația importantă este întipărită într-o memorie mai puternică. Copii, care acumulează informație la o rată mult mai mare decât în orice altă etapă evolutivă a vieții, dorm cel mai mult. Cu toate acestea, somnul poate să nu fie similar întipăririi informațiilor învățate la școală, spre exemplu.

Cercetări recente indică faptul că somnul REM ar putea fi soluția. Copiii și tinerii parcurg în timpul somnului o perioada REM mai mare decât a adulților, iar adulții care sunt la școală sau trec prin perioade de solicitare intelectuală acumulativă intensă cunosc o creștere temporală a somnului REM. Când oamenii sunt privați de somnul REM sunt mai puțin pricepuți la a rezolva probleme creative.

## Ritmurile circadiene

Ceasul biologic la oameni

"Ceasul biologic" al fiecărei persoane corespunde în mare aproximație cu ciclul unei zile, iar de fapt, "circadian" înseamnă "aproximativ o zi". Ciclul de veghe și somn este strâns legat de temperatura corpului: cu cât temperatura este mai mare, cu atât suntem mai activi; de partea cealaltă, cu cât temperatura scade, starea de somnolență începe să apară. Ritmurile corpului par a se baza pe două perioade de somn în fiecare zi: una lungă pe parcursul nopții și una scurtă, la amiază, când mulți oameni obișnuiesc să doarmă sau cel puțin să se odihnească, oprindu-se din alerta obișnuită celorlalte momente ale zilei.
Cercetătorii au aflat că atunci când oamenii sunt îndepărtați de orice sursă a timpului exact (ceasuri, lumina solară etc.), "ceasul" lor intern pare să funcționeze pentru o zi de aproximativ 25 de ore. Dacă "ceasul biologic" se desincronizează cu cel al societății, încep să apară probleme legate de somn.

## Mecanismele somnului
Alternanța stării de veghe-somn reprezintă o particularitate a bioritmicității proceselor fiziologice, care decurg într-un organism dotat cu sistem nervos. Determinismul bioritmurilor circadiene veghe-somn este reglat printr-un „ceas intern”, având o componentă ereditară și una elaborată în ontogeneză, în funcție de condițiile mediului fizic, familial și social.
O serie de factori, printre care activitatea fizică și intelectuală, condițiile de viață, variațiile neperiodice ale programului de lucru etc., pot influența durata somnului. Trebuie menționat efectul emoțiilor și al durerii asupra ritmului nictemeral (circadian).
Sincronizarea bioritmurilor este controlată de sistemul nervos, endocrin, fiind influențată de intensitatea luminii și de alternanța lumină-întuneric.
Sistemul limbic (în special prin hipocamp) poate produce o stare de excitație crescută a formațiunilor implicate în starea de veghe și o inhibiție a celor implicate în somn, producând trezire și insomnie.

### Mecanismele neurofiziologice ale somnului
Asupra mecanismului de producere a somnului au fost propuse mai multe ipoteze.
- Conform unei ipoteze somnul este un proces pasiv, datorat oboselii neuronilor care mențin starea vigilă, astfel constituind o perioadă de odihnă a creierului. Toate datele investigațiilor neurofiziologice însă, indică că, în diferite etape ale somnului activitatea neuronală a creierului nu încetează, ci are o complexitate egală cu cea din starea de veghe.

- O altă ipoteză – a inhibiției active - susține că în creier există centri, care induc în mod activ starea de somn, prin inhibarea sistemului activator ascendent din formația reticulară.

În determinarea alternanței somn-veghe, în afara structurilor participante la starea de conștiență (trunchiul cerebral și nucleii bazali, formațiunea reticulară - sistemul activator ascendent (SAA), hipotalamusul posterior, scoarța cerebrală, sistemul “centrencefalic”), participă și unele zone ale somnului în număr de cinci, diseminate în porțiunea anterioară a formațiunii reticulare a trunchiului cerebral, situate una la nivel bulbar, alta la nivel pontin și trei la nivelul nucleilor cenușii centrali. 	

#### Tipuri comportamentale de somn
Se cunosc două tipuri comportamentale de somn: somnul lent (faza clasică a somnului) și somnul paradoxal.

##### Somnul lent
Somnul lent (somnul cu unde lente sau faza NREM-non-rapid eye movement) este caracterizat electroencefalografic prin unde lente de mare voltaj și sincrone cu frecvența 12-14 cicli pe secundă (c/sec). În această fază a somnului se produc o serie de modificări funcționale: diminuarea frecvenței mișcărilor respiratorii cu scăderea ventilației pulmonare, bradicardie, scăderea ușoară a presiunii arteriale prin scăderea volumului sanguin și vasodilatație periferică, creșterea ușoară a debitului sanguin cerebral, modificări minime în concentrația principalilor constituienți sanguini, creșterea eozinofilelor sanguine și a STH-lui, scăderea fluxului sanguin renal, ușoară hipotermie, menținerea reflexelor spinale, reducerea tonusului mușchilor scheletici etc.
În afara modificării conștiinței, în faza de somn lent se produc și importante modificări în activitatea SNC: creșterea pragului multor reflexe, posibilitatea apariției reflexelor patologice, diminuarea ușoară a reflexelor osteo-tendinoase, contracția tonică a sfincterelor vezicii urinare și anal.

##### Somnul paradoxal
Somnul cu unde rapide sau paradoxal (faza REM - rapid eye movement) alternează cu perioadele de somn lent. Denumirea respectivă se datorează faptului, că în această perioadă subiectul este foarte agitat, cu mișcări oculare și cu modificări fiziologice diferite de cele din faza de somn lent și care în ansamblu sugerează un somn superficial, deși în realitate profunzimea somnului este mai mare.
Episoadele de somn rapid apar la om la fiecare 80-120 min, sunt regulate și durează 5-30 min, fiind ceva mai scurte în prima parte a nopții, cu tendință de mărire spre dimineață. Maturizarea mai precoce a structurilor cerebrale arhaice de care depinde somnul paradoxal (trunchiul cerebral, nucleii cenușii centrali, hipotalamusul, hipocampul și sistemul limbic) explică de ce la sugar faza paradoxală a somnului este predominantă, în timp ce la adulți și bătrâni durata ei scade.
Somnul paradoxal este caracterizat electroencefalografic prin unde frecvente, (2-6 c/sec) cu voltaj redus și ocazional cu ritm alfa. Este caracteristică și apariția unor salve de unde monofazice cu frecvența 2-3 c/sec („în dinți de ferăstrău”), adesea de amplitudine foarte mare, în special în regiunile frontale, care precedă salvele sau mișcările rapide oculare.
În faza de somn paradoxal se constată reducerea activității musculare scheletice, inclusiv a mușchilor antigravitaționali și ai cefei, modificări ale ritmului cardiac și respirator, modificări ale ECG, ușoară tendință de creștere a presiunii arteriale, vasoconstricție periferică, diminuarea motilității și creșterea secreției acide gastrice la bolnavii cu ulcere gastro-duodenale, scăderea volumului și creșterea osmolarității urinare, erecție spontană nocturnă etc.
Se susține că somnul paradoxal se produce printr-o stimulare intrinsecă, periodică a sistemului activator ascendent, suprapus peste mecanismele naturale de somn, suficientă pentru a determina visele, însă insuficientă pentru trezirea persoanei.	
Somnul paradoxal poate fi desemnat și ca o expresie a unei funcții periodice de stocare a informației la nivel molecular. Incidența relativ crescută a somnului paradoxal în perioada neonatală, când procesele „plastice” ale memoriei sunt cele mai active, justifică ipoteza intervenției acestui tip de somn în procesele de memorie.
Somnul paradoxal pare să depindă de un mecanism periodic situat în punte și în special în nucleul reticulat caudal, constituind un declanșator al activității neuronale tonice ascendente de angajare a cortexului cerebral și a segmentelor eferente și pare a fi identic cu cel al stării de trezire. O serie de experiențe demonstrează, că multe dintre modificările ce caracterizează componența fazică a somnului paradoxal sunt inițiate printr-o activare a nucleilor vestibulari. 
Se presupune, că somnul cu unde rapide joacă un mare rol în maturizarea funcțională a SNC. Unii autori afirmă, că în timpul fazei paradoxale a somnului se produc procese reparative a proteinelor, acidului ribonucleic și a rezervelor catecolaminice.
Se mai consideră că în faza paradoxală au loc procese esențiale de consolidare a memoriei. Anume în această fază se produce de obicei și prelucrarea programei de comportament, ce-și are realizare în vise. Visele atestă, că somnul nu este o stare total lipsită de conștiință ca narcoza sau coma. În timpul viselor se aduce în lumina conștiinței experiența anterioară (din punct de vedere fiziologic visele reprezintă o trezire corticală spre lumea interioară asupra experienței proprii).
Dacă somnul este considerat ca una din formele de adaptare a organismului la factorii mediului înconjurător, evident că mecanismele serotonin- și adrenergice ale somnului joacă un rol important în procesele de adaptare în general.
Cele două modalități de somn, deși diferite comportamental, sunt intim legate între ele, în sensul că somnul lent ar acționa ca un mecanism primar de inducere a somnului paradoxal sau ca o precondiție a acestuia.
Somnul este unanim considerat ca rezultatul unei activități nervoase, dar mecanismele sale fiziologice au fost diferit interpretate: oboseală sinaptică a neuronilor SAA, suprimarea stimulilor aferenți interoceptivi activatori, hiperactivitatea centrilor ce induc somnul (prin stimuli monotoni care nu trezesc interes, dar produc fenomenul de obișnuință), concomitent cu slăbirea activității centrilor de trezire.
S-au acumulat dovezi care pledează pentru existența unor mecanisme sincronizatoare, localizate în regiunea rostrală a tractului solitar și a nucleului reticular ventral adiacent. Ipoteza existenței, pe lângă sistemul reticulat activator, a unui grup antagonist sincronizator în trunchiul cerebral inferior apare astfel destul de plauzibilă, rămânând însă nerezolvat mecanismul prin care acest grup își exercită efectele, precum și interacțiunea cu SAA. O explicație simplă și atractivă ar fi aceea că fiecare acționează de o manieră diferită asupra „peacemaker”-lui talamic, rezultatul final (somn sau trezire) fiind dependent de gradul relativ al activității fiecărui grup.
Regiunea sincronizatoare poate opera prin inhibiția SAA de care este reciproc legată, ambele fiind influențate de sistemele cortico-reticulate, somnul sau trezirea fiind astfel rezultatul unor interacțiuni mult mai complexe. Distrugerea experimentală a structurilor cerebrale, anterior chiasmei, sau a suprafeței orbitale neocorticale produce hiperactivitate și insomnie, iar stimularea cu frecvență joasă a acestor regiuni determină sincronizare și somn.

### Mecanismele biochimice ale somnului
Bazele biochimice ale somnului până în prezent nu sunt pe deplin definite. Este foarte probabil, că aminele biogene și în special serotonina, să inducă și să controleze stările de veghe și de somn. Implicarea serotoninei în „biochimia” somnului e sugerată de o serie de constatări. Astfel, L-triptofanul crește faza paradoxală a somnului, iar rezerpina, care produce o depleție a monoaminelor din creier, exercită efect similar.
În favoarea participării aminelor biogene în biochimia somnului pledează și următoarele constatări experimentale:
- neuronii nucleilor rafeului median al trunchiului cerebral conțin cantități mari de serotonină, iar porțiunile laterale ale punții - cantități mari de noradrenalină (norepinefrină);
- depleția serotoninei din creier sau blocarea farmacologică a sintezei acesteea produc o dereglare atât a somnului cu unde lente, cât și a celui paradoxal;
- administrarea de 5-hidroxitriptofan (precursor al serotoninei) ameliorează somnul în insomnie;
- administrarea de rezerpină – substanță ce induce depleția serotoninâei și norepinefrinei în creier – produce insomnie, în timp ce administrarea de 5-hidroxitriptofan restabilește rapid somnul lent, însă nu și cel paradoxal.

În mecanismele biochimice ale somnului un rol important îi revine norepinefrinei. Astfel, drogurile prin inhibiția sintezei norepinefrinei suprimă somnul rapid, dieta bogată în fenilalanină (precursor al norepinefrinei) provoacă o tulburare atât a somnului, cât și a memoriei.
Blocarea căilor noradrenergice de către 6-hidroxi-dopa, care diminuează conținutul de noradrenalină (NA) în mezencefal, reduce starea de veghe și perioada somnului paradoxal. Amfetamina micșorează durata atât a somnului lent, cât și a celui paradoxal. Posibil, semnificația biologică a somnului constă în menținerea homeostaziei monoaminergice a creierului.
Există dovezi experimentale care pledează pentru participarea adenozinei la producerea somnului. Injectarea de adenozină în ventriculul cerebral la șobolani, prelungește durata somnului lent, pe când cofeina și alte metilxantine provoacă insomnie prin blocarea receptorilor adenozinici.
Este confirmată reciprocitatea și conexiunea sistemelor serotonin- și noradrenergice în mecanismele reglării ciclurilor veghe-somn. Astfel, inhibiția sintezei serotoninei și lezarea nucleilor trunchilui cerebral provoacă insomnie, iar lezarea fusului noradrenergic dorsal provoacă hipersomnie, însoțită de mărirea fazei somnului paradoxal și a metabolismului serotoninei.
Deși serotonina participă în reglarea ambelor faze ale somnului, și în particular a somnului paradoxal, mecanismele de bază a acestuia sunt determinate de sistemul noradrenergic și, probabil, de sistemul colinergic, de neuroni localizați în locus coeruleus (LC), de unde începe sistemul ascendent noradrenergic. Astfel, colinoliticele (atropina, hemicolina) administrate direct în LC suprimă faza paradoxală a somnului, fiind un argument in favoarea participării mecanismului noradrenergic în declanșarea somnului rapid.
În prezent, din țesutul creierului, sânge, lichidul cefalo-rahidian au fost separate substanțe, în special de natură proteică, denumite „factori ai somnului” (delta-factor, factorul S etc.), care provoacă somnul cu unde lente. Probabil, în faza cu unde lente a somnului se formează factori, ce activează mecanismele fazei somnului paradoxal. O dovadă a existenței factorilor umorali este și posibilitatea reglării umorale a fazelor somnului.
Aceste date privind heterogenitatea somnului de noapte ca aspect electrografic și comportamental precum și cele privind stucturile și mecanismele biochimice implicate în determinarea lui au permis o sistematizare și o interpretare mai fundamentală cu problemele legate de patologia somnului.

## Dereglări ale somnului

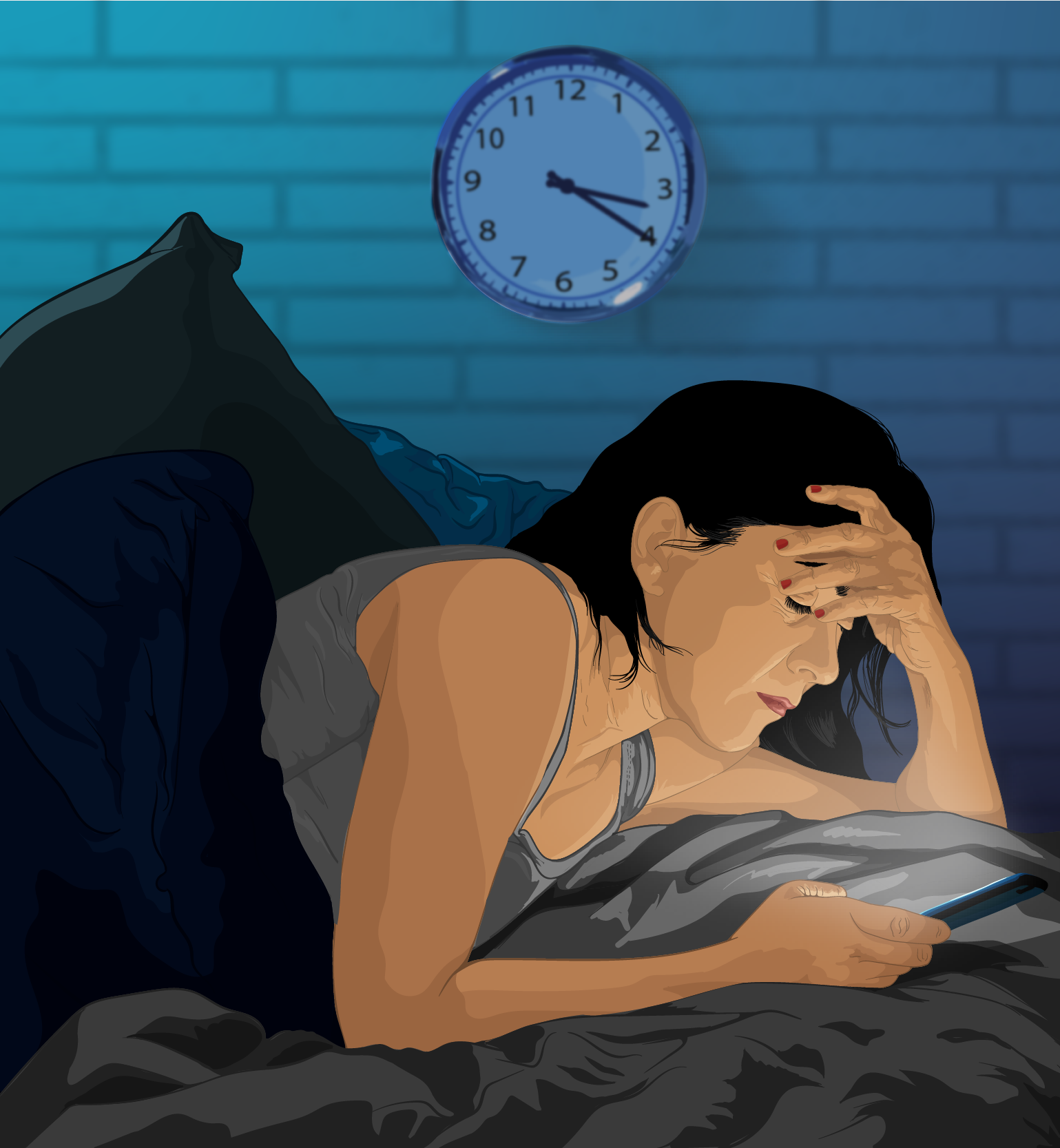
Ilustrație cu femeie suferind de insomnie

Perturbările somnului sunt frecvent întâlnite. O privare de somn sau o dereglare a ritmului circadian poate să ducă la o deteriorare importantă a activității zilnice.
O serie de modificări intrinseci sau extrinseci (mediu, medicamente sau afecțiuni) pot conduce la apariția unor tulburări de somn sau de ritm circadian.	
Efectele lipsei de somn: fizic înseamnă o suprasolicitare a sistemelor de adaptare la starea de veghe, o creștere a nevoilor energetice pentru a putea susține activitatea fizică și intelectuală. Cele mai implicate sunt aparatul cardio-vascular (inimă și vasele de sânge), aparatul digestiv și sistemul neuroendocrin. Consecințele sunt favorizarea apariției precoce, la indivizii predispuși, a hipetensiunii arteriale și a bolilor cardiace a angină pectorală și infarctul de miocard. Pot să apară gastrite, tulburări de tranzit intestinal. Se asociază scăderea capacității de concentrare, somnolență diurnă și tulburări de comportament alimentar.
Apar tulburări cognitive legate de felul în care individul se va percepe pe sine, își va percepe performanțele, viața personală, de familie sau a grupului din care face parte. Se pot asocia sentimentele și trăirile de inadecvare, lipsa de înțelegere din partea partenerului de viață.
Tulburările somnului pot fi de ordin cantitativ (hiper- sau hiposomnii) și de ordin calitativ (parasomnii).

### Dereglările cantitative ale somnului

#### Insomnia
Insomnia este o tulburare a naturii și duratei somnului. Insomnia este subdivizată în dificultățile de adormire (insomnie de adormire), treziri frecvente și prelungite (insomnie de menținere a somnului), sau dorința de a adormi în continuare în ciuda unui somn cu o durată adecvată (somn non reparator).

#### Etiologia insomniilor
Cele mai frecvente cauze ale insomniilor sunt aferențele senzitive și senzoriale intense care duc la o stare de hiperexcitabilitate a sistemelor reticulate de trezire, hiperdinamismele afective corespunzătoare unor situații caracterizate prin stress, anxietate sau preocupări “intense”, utilizarea unor substanțe medicamentoase (amfetamine, psihotonice, antiserotoninice de tipul paraclorfenilalaninei, cofeină, stricnină, efedrină, atropină și beladonă, fosfați, alcool etilic etc.), bolile psihice (mania, hipomania, schizofrenia, nevrozele, psihozele maniacodepresive), bolile organice ale sistemului nervos central, bolile infecțioase și febrile, patologiile endocrine (hipertiroidism), bolile organice generale etc.

#### Patogenia insomniilor
Mecanismele fiziopatologice responsabile de producerea insomniilor rezidă, probabil, în modificările excitabilității formațiunii reticulare și a structurilor hipnogene (lezarea lor traumatică, tumori, infecții). Acestora li se adaugă unele tulburări biochimice interesând monoaminele cerebrale, care, generate în exces produc o stare de hiperexcitabilitate a structurilor ”vigilizante” sau alterează inducerea somnului lent din caza deficitului de serotonină.
- Tipurile de insomnii
  - Insomnia de scurtă durată apare pe parcursul a câteva zile până la trei săptămâni. Insomnia de lungă durată sau cronică durează luni și ani și prezintă reflexul obișnuit al unei situații psihiatrice sau medicale cronice, utilizării unor medicamente sau o tulburare de somn primară.
  - Insomnia psihofiziologică este o tulburare de comportament în care subiectul e preocupat de faptul că nu poate adormi în timpul nopții. În acest caz, tulburarea de somn este declanșată de un eveniment afectiv generator de stress. Acești pacienți adorm mai ușor la ore neobișnuite sau atunci când se află în afara locului lor obișnuit.
  - Insomnia extrinsecă (tranzitorie, situațională) poate surveni dipă o schimbare de mediu inainte sau după un eveniment vital important, o boală, un accident profesional, un examen etc. Se manifestă prin creșterea perioadei de adormire, treziri repetate sau trezire matinală precoce.
  - Insomnie de altitudine se întâlnește în condiții de hipobarie și se manifestă prin treziri frecvente după adormire, durata somnului fiind păstrată
  - Insomniile viscerale. După cauzele cele mai frecvente ele pot fi digestive (în sindroame dispeptice sau dureroase - ulcer, crize gastrice, constipații), cardiace (prin dispnee de decubit în insuficiențele cardiovasculare, crize de angor sau de astm cardiac), pulmonare (astmul bronșic), urinare (nefrite cronice, nicturie, adenoame de prostată cu polakiurie).
  - Insomnii organice cerebrale din arteriopatii, tumori, debutul unor meningite, sifilisul nervos, coreea acută gravă.
  - Insomnii endocrine - boala Basedow, discrinii cu hipersimpaticotonie.
  - Insomnii nevrotice: constituie varietatea etiologică cea mai frecventă. În acest grup se încadrează o mare parte a așa-ziselor “insomnii esențiale”. Sunt determinate îndeosebi de nevrozele obsesionale, obsesivo-fobice, anxioase și depresive.
  - Insomnii psihotice. Se manifestă în deosebi în cadrul psihozelor acute de tip maniacal, delirant sau confuzional. Electroencefalografic se remarcă importante fenomene de dezorganizare a somnului. O insomnie în aceste cazuri poate preceda o apropiată reacutizare a simptomatologiei.
  - Insomnii în cursul toxicomaniilor (prin droguri psihotrope, încetarea administrării de hipnoticeâ etc).
  - Insomnii prin intoxicații medicamentoase cu digitală, salicilați, efedrină.
  - Insomnii prin consum exagerat de cafea și ceai.

#### Hipersomniile
Hipersomnia reprezintă un exces de somn, care diferă de cel normal prin durată, profunzimea și bruschețea apariției. Hipersomnia trebuie diferențiată de starea comatoasă prin caracterul reversibil al somnului. Dualității formelor de somn îi corespunde și o dualitate a hipersomniilor, unele corespunzând fazei de somn lent, iar altele fazei de somn rapid.
- Hipersomnia simptomatică (idiopatică) apare într-o serie de boli cerebrale organice, precum encefalita, encefalopatiile toxice sau metabolice, tumori, accidente vasculare cerebrale sau leziuni traumatice. Spre deosebire de comă, din care pacientul nu poate fi trezit, în hipersomnia simptomatică somnul este discontinuu.

Patogenia hipersomniei simptomatice depinde de factorul ce o provoacă. Astfel, în hipersomniile simptomatice din cursul encefalopatiei hepatice (encefalopatia porto-cava din ciroze, tumori hepatice, hepatite etc.) apariția simptoamelor și a stării de somnolență este atribuită unor substanțe toxice rezultate din alterarea funcționalității hepatice. Dintre acestea, mai cunoscut este amoniacul, care unindu-se cu acidul alfa-cetoglutaric blochează ciclul Krebs, perturbând astfel metabolismul oxidativ al celulei nervoase și întârziind conducerea sinaptică prin inhibiția colinesterazei.
Hipersomniile din encefalopatia respiratorie (insuficiența respiratorie cronică, sindromul Pickwick etc.) au la bază un mecanism fiziopatologic complex. Creșterea rezistenței cutiei toracice și a plămânilor, obezitatea excesivă mediastinală și diafragmală împiedică excursurile respiratorii provoacă hipoventilație alveolară, însoțită de hipercapnie. La rândul său, hipercapnia provoacă diminuarea tonusului neuronilor structurilor implicate în mecanismul de trezire și duce la o stare de somnolență permanentă superficială.
Hipersomniile simptomatice sunt întâlnite și în cadrul unor boli endocrine, mai ales, în insuficiența corticosuprarenaliană, în hipotiroidie etc.
Unele afecțiuni psihice sunt însoțite de așa numitele “hipersomnii psihogene” manifestate prin somnambulism, anxietate, schizofrenie, isterie, etc.
Tumorile cerebrale pot produce hipersomnii atât prin afecțiunea directă a structurilor nervoase implicate în mecanismul producerii somnului, cât și prin hipertensiunea intracraniană. 
Hipersomniile în bolile vasculare cerebrale prezintă consecința unor tulburări de irigare a regiunilor antrenate (talamus, hipotalamus, regiunile pedunculare și diencefalice).
- Hipersomniile funcționale includ hipersomniile în care nu se poate evedenția nici o cauză organică generatoare a excesului de somn. Odată cu individualizarea celor două forme de somn s-au creat premize pentru diferențierea unor hipersomnii funcționale, ce corespund somnului lent, de altele ce corespund somnului paradoxal (narcolepsia). Sunt descrise unele hipersomnii simple “esențiale” (diurne sau nocturne) în care somnul, deși durează mult, nu este însoțit de alte manifestări clinice sau anomalii bioelectrice.

Hipersomniile funcționale pot dura câteva ore, zile, chiar săptămâni și pot să apară la intervale de o lună până la cățiva ani. Alte hipersomnii funcționale sunt însoțite de tulburări ale respirației, așa-numita apnee de somn.

#### Narcolepsia
Narcolepsia este definită ca un sindrom de origine necunoscută, caracterizat prin anomalii ale somnului, incluzând somnolența diurnă exagerată, somn nocturn patologic și manifestări anormale ale somnului REM; ultimele apar sub forma instalării bruște a somnului REM și a corelatului proceselor inhibitorii caracteristice, cataplexia și paraliziile de somn; somnolența diurnă, cataplexia și, mai rar, paraliziile de somn și halucinațiile hipnagogice sunt simptomele majore ale bolii.

### Alte dereglări
- Sindromul picioarelor neliniștite (RLS - „Restless Leg Syndrome”, sau sindromul Wittmaack-Ekbom)
  - Mioclonus nocturn (PLMD - „Periodic Limb Movement Disorder”)
  - Hipersomnie
    - Hipersomnie Recurentă - include sindromul Kleine-Levin
    - Hipersomnie Posttraumatică
    - Hipersomnie "Sănătoasă"

  - Dereglări ale Ritmului Circadian
    - DSPS (Sindromul Fazei de Somn Întârziată - „Delayed Sleep Phase Syndrome”)
    - ASPS (Sindromul Fazei de Somn Înaintată - „Advanced Sleep Phase Syndrome”)
    - Aritmie circadiană (Sindromul Non-24)
- Parasomnii
  - RBD (REM Sleep Behaviour Disorder)
  - Panica nocturnă (Coșmaruri)
  - Somnambulism
  - Bruxism (Scrâșnirea dinților)
  - Udarea Patului sau Enuresis nocturn.
  - SIDS (Deces subit în timpul somnului)
  - Vorbitul prin somn

- Afecțiuni medicale sau psihiatrice ce pot produce dereglări ale somnului
  - Psihoze (precum Schizofrenia)
  - Tulburări ale comportamentului
  - Depresie
  - Anxietate
  - Panică
  - Alcoolism
- Boala somnului - răspândită de Musca țețe
- Sforăitul - Nu este neapărat o dereglare, dar poate fi una din simptomele unei probleme acute și poate cauza probleme partenerului de pat sau de cameră.

Ca un aspect divers, contrar opiniei populare, somnul după masă, în particular, nu are efecte asupra depunerii de grăsime în organism. Acest aspect depinde de stilul de viață al persoanei, întrucât prelucrarea caloriilor de către organism nu se produce într-un interval de câteva ore sau minute cât timp are loc somnul de după masă. În schimb, știința ne demonstrează că lipsa somnului duce la producerea a două tipuri de hormoni ce provoacă poftă de mâncare. Somnul în sine, este un proces ce consumă calorii, chiar dacă mai puține decât mersul pe jos, spre exemplu, dar nu poate fi răspunzător pentru depunerea grăsimii în organism.